# 高雷陽道
高雷阳道，清朝时广东的行政區劃。光緒三十一年四月，高廉欽道改名高雷陽道，轄高州、雷州二府和陽江直隸廳。光緒三十二年（1906年），陽江直隸廳改為陽江直隸州。
由高州府、雷州府、阳江直隶州组成。驻地在高州府。